# آستروفسکی ۲۶۸۱
سیارک ۲۶۸۱ (به انگلیسی: 2681 Ostrovskij، نامگذاری:1975VF2) دو هزار و ششصد و هشتاد و یکمین سیارک کشف شده‌است که در ۲ نوامبر ۱۹۷۵ کشف شد.
قدر مطلق سیارک برابر ۱۲٫۳۰ است.